# Худаяр-бий
 Худаяр-бий  (узб. Xudoyor) — государственный и военный деятель, глава узбекского рода Мангыт, диванбеги — министр финансов, аталык — первый министр (1712 — 1715/16) Бухарского ханства.

## Происхождение
Худаяр-бий родился в семье представителя узбекской аристократии из рода мангыт Худайкули-бия.

## Политическая деятельность
Начало усиления политического влияния представителей мангытской аристократии в Бухарском ханстве относится к началу XVII века. До 20-х годов XVIII века мангыты вели борьбу за влияние с другим могущественным узбекским племенем — кенагасами. Эта борьба продолжалась и после воцарения мангытской династии. Шахрисабзский оазис — с XVIII века центр кенагасов стал одним из сепаратистских очагов в ханстве.
Реальный рост могущества мангытов произошел после назначения в 1712 году Худаяр-бия на пост аталыка. Его сын Мухаммад Хаким-бий занял пост диванбеги при дворе последнего реально правящего Аштарханида Абулфейз-хана. В 1715—16 годы Худаяр-бий был отстранён от должности по инициативе Ибрагим-бия из рода кенегесов. В период 1719—20 годов после бегства Ибрагим-бия из Бухары Худаяр-бию, который находился в Балхе, разрешили вернуться к власти, дав ему в бекство Карши, что было результатом политики его сына Мухаммеда Хаким-бия.

## Семья
У Худаяр-бия были сыновья: Мухаммад Хаким-бий и Даниял-бий. Его внук, Мухаммад Рахим основал узбекскую династию Мангытов (1756—1920).